# Azahara Muñoz
Azahara Muñoz Guijarro (Malaga, 19 novembre 1987) è una golfista spagnola, attiva principalmente nell'LPGA Tour e nel Ladies European Tour.

## Biografia
Nativa di Malaga, inizia a praticare golf all'età di 8 anni sotto la guida del padre.

### Vita privata
Il 21 dicembre 2015 ha sposato Tim Vickers, che in passato aveva già ricoperto il ruolo di suo caddie.

## Carriera

### Dilettantismo
Ha una carriera amatoriale di successo, sia in Europa che negli Stati Uniti d'America.
Nel 2002 vince il titolo amatoriale spagnolo all'età di 14 anni, a cui seguono successi al campionato amatoriale femminile 2004 e al British Ladies Amateur 2009. Arriva inoltre seconda ad Amanda Blumenherst allo U.S. Women's Amateur 2008 di Eugene ed è membro della squadra europea alla Junior Solheim Cup Team nel 2002, 2003 w 2005.
Frequenta quindi l'Università statale dell'Arizona, laureandosi campionessa NCAA Individual 2008 grazie a un putt da 8 metri alla prima buca del playoff contro Tiffany Joh della UCLA ad Albuquerque, nel Nuovo Messico. Dopo un infortunio al polso destro nel gennaio 2009, nel maggio seguente arriva 4ª ai campionati NCAA di Maryland. Per i meriti sportivi le viene conferito l'Edith Cummings Munson Award sia nel 2008 che nel 2009. Si laurea in psicologia nel maggio 2009 con menzione magna cum laude.
Nell'ultima estate come dilettante, vince il match-play del British Ladies Amateur in Galles contro la compagna di squadra e connazionale Carlota Ciganda, e poi la medaglia d'oro (sia nell'individuale che nelle squadre) per la Spagna ai Giochi del Mediterraneo di Pescara 2009. Benché già vicecampionessa nell'edizione precedente, decide di non prendere parte allo U.S. Women's Amateur 2009. Come dilettante compete in un totale di 3 major nel 2009, ottenendo per due volte la 40ª piazza.

### Professionismo
Debutta a livello professionale nel settembre 2009, a due settimane dall'apertura del torneo di qualificazione dell'LPGA Tour in California, dove termina seconda e avanza alla fase finale nel mese di dicembre.
Grazie alla propria posizione nella classifica mondiale, nel giugno 2016 si qualifica al torneo individuale femminile dei Giochi olimpici di Rio de Janeiro 2016, con il golf che torna ufficialmente nella rassegna a cinque cerchi dopo ben 104 anni dall'ultima apparizione. Sul green del Campo Olímpico de Golfe, chiude la sua prima esperienza olimpica al 21º posto con 282 colpi (68-69-73-72 nei parziali; -2 al par) a pari merito con Leona Maguire, Caroline Masson e Albane Valenzuela.
Nel giugno 2021 ottiene la qualificazione al torneo individuale femminile dei Giochi olimpici di Tokyo 2020, rinviati di un anno a causa degli effetti della pandemia di COVID-19. Alla sua seconda apparizione olimpica, la spagnola delude sul campo del Kasumigaseki Country Club di Kawagoe e si classifica in 49ª posizione con 290 colpi (69-76-73-72; +6 sul par) a pari merito con Tiffany Chan, Diksha Dagar, Alena Sharp e Mariajo Uribe

## Vittorie professionali (6)

### LPGA Tour (1)
| No. | Data           | Torneo                         | Punteggio di vittoria | To par | Margine | Seconda/e   | Montepremi ($) |
| --- | -------------- | ------------------------------ | --------------------- | ------ | ------- | ----------- | -------------- |
| 1   | 20 maggio 2012 | Sybase Match Play Championship | 2 e 1                 | 2 e 1  | 2 e 1   | Candie Kung | 375,000        |

LPGA Tour playoff record (0–2)
| No. | Anno | Torneo                                             | Sfidante/i                                          | Risultato                                            |
| --- | ---- | -------------------------------------------------- | --------------------------------------------------- | ---------------------------------------------------- |
| 1   | 2014 | HSBC Women's Champions                             | Paula Creamer                                       | Perso col tiro eagle alla seconda buca extra         |
| 2   | 2020 | Aberdeen Standard Investments Ladies Scottish Open | Cheyenne Knight Stacy Lewis Emily Kristine Pedersen | Lewis ha vinto col tiro birdie alla prima buca extra |

### Ladies European Tour (5)
| No. | Data              | Torneo                                              | Punteggio di vittoria | To par | Margine  | Seconda/e                       | Montepremi (€) |
| --- | ----------------- | --------------------------------------------------- | --------------------- | ------ | -------- | ------------------------------- | -------------- |
| 1   | 3 ottobre 2009    | Madrid Ladies Masters                               | 71-68-64=203          | −16    | Playoff1 | Anna Nordqvist                  | 50,000         |
| 2   | 29 settembre 2013 | Lacoste Ladies Open de France                       | 68-65-68-65=266       | −14    | 1 colpo  | Valentine Derrey Gwladys Nocera | 37,500         |
| 3   | 5 ottobre 2014    | Lacoste Ladies Open de France (2)                   | 67-68-67-67=269       | −11    | 1 colpo  | Amy Boulden María Hernández     | 37,500         |
| 4   | 25 settembre 2016 | Andalucia Costa Del Sol Open De España              | 72-66-70-70=278       | −10    | 1 colpo  | Beth Allen                      | 45,000         |
| 5   | 24 settembre 2017 | Andalucia Costa Del Sol Open De España Femenino (2) | 69-64-67-69=269       | −19    | 2 colpi  | Carlota Ciganda Lee-Anne Pace   | 45,000         |

1 Muñoz ha fatto un eagle alla prima buca dei playoff vincendo.

## Risultati completi
I risultati antecedenti al 2021 non sono in ordine cronologico.
| Torneo                   | 2009 | 2010 | 2011 | 2012 | 2013 | 2014 | 2015 | 2016 | 2017 | 2018 | 2019 | 2020 | 2021 |
| ------------------------ | ---- | ---- | ---- | ---- | ---- | ---- | ---- | ---- | ---- | ---- | ---- | ---- | ---- |
| ANA Inspiration          | P40  |      | P52  | P15  | EL   | P7   |      | P56  | P27  | P20  | P68  | P69  | P28  |
| U.S. Women's Open        | P40  | P19  | P45  | P21  | P48  | P22  | P32  | EL   | 62   | P41  | P55  | P54  | EL   |
| Women's PGA Championship |      | P11  | P8   | EL   | EL   | P4   | P53  | P30  | EL   | EL   | P37  | EL   | EL   |
| The Evian Championship ^ |      |      |      |      | P19  | P24  | EL   | 72   | P48  | P33  | EL   | NT   | EL   |
| Women's British Open     | EL   | P19  | P49  | EL   | EL   | P12  | P50  | P17  | P23  | P47  | P41  | P39  |      |

^ L'Evian Championship fu aggiunto come torneo major nel 2013.
     Top 10
     Non partecipante
EL = eliminazione a metà gara (taglio)

NT = nessun torneo

P = pari merito

## Ranking mondiale
Di seguito l'andamento nella Women's World Golf Rankings al termine di ogni anno.
| Anno | Ranking mondiale | Fonte  |
| ---- | ---------------- | ------ |
| 2009 | 179              |        |
| 2010 | 41               |        |
| 2011 | 40               | [ 3 ]  |
| 2012 | 16               | [ 4 ]  |
| 2013 | 31               | [ 5 ]  |
| 2014 | 14               | [ 6 ]  |
| 2015 | 30               | [ 7 ]  |
| 2016 | 50               | [ 8 ]  |
| 2017 | 72               | [ 9 ]  |
| 2018 | 54               | [ 10 ] |
| 2019 | 43               | [ 11 ] |
| 2020 | 69               | [ 12 ] |